# Arcidiocesi di Lagos
L'arcidiocesi di Lagos (in latino: Archidioecesis Lagosensis) è una sede metropolitana della Chiesa cattolica in Nigeria. Nel 2021 contava 3.343.675 battezzati su 13.075.000 abitanti. È retta dall'arcivescovo Alfred Adewale Martins.

## Territorio
L'arcidiocesi comprende per intero lo Stato nigeriano di Lagos.
Sede arcivescovile è la città di Lagos, dove si trova la cattedrale della Santa Croce.
Il territorio è suddiviso in 184 parrocchie.

## Storia
Il vicariato apostolico del Dahomey fu eretto il 28 agosto 1860 con il breve Ut animarum di papa Pio IX, ricavandone il territorio dal vicariato apostolico delle Due Guinee (oggi arcidiocesi di Libreville). La nuova circoscrizione ecclesiastica era compresa tra i fiumi Volta e Niger. La sede originaria del vicariato era a Ouidah. Nel 1864 fu fondata la missione di Porto-Novo, nel 1868 quella di Lagos.
Il 24 agosto 1870 cambiò il proprio nome in vicariato apostolico della Costa di Benin con il breve Quae Christiano nomini dello stesso papa Pio IX. Nel 1874 fu stabilita la missione di Agoué.
Il 26 giugno 1883, il 25 luglio 1889 e il 12 gennaio 1943 cedette porzioni del suo territorio a vantaggio dell'erezione rispettivamente della prefettura apostolica del Dahomey (oggi arcidiocesi di Cotonou), della prefettura apostolica del Niger inferiore (oggi arcidiocesi di Onitsha) e del vicariato apostolico di Ondo-Ilorin (oggi diocesi di Ondo). Contemporaneamente a quest'ultima cessione, cambiò il proprio nome in vicariato apostolico di Lagos in forza del decreto Cum Eminentissimi della Congregazione di Propaganda Fide.
Il 23 marzo 1949 cedette un'altra porzione del suo territorio a vantaggio dell'erezione della prefettura apostolica di Oyo (oggi diocesi).
Il 18 aprile 1950 il vicariato apostolico è stato elevato ad arcidiocesi metropolitana con la bolla Laeto accepimus di papa Pio XII.
Il 13 marzo 1952, il 29 maggio 1969 e il 24 ottobre 1997 ha ceduto ulteriori porzioni del suo territorio a vantaggio dell'erezione rispettivamente della prefettura apostolica di Ibadan (oggi arcidiocesi) e delle diocesi di Ijebu-Ode e di Abeokuta.

## Cronotassi dei vescovi
Si omettono i periodi di sede vacante non superiori ai 2 anni o non storicamente accertati.
- Francesco Borghero, S.M.A. † (1861 - 1865 dimesso)[3]
- Augustin Planque, S.M.A. † (1867 - 12 maggio 1891 dimesso)[4]
- Jean-Baptiste Chausse, S.M.A. † (12 maggio 1891 - 30 gennaio 1894 deceduto)
- Paul Pellet, S.M.A. † (15 gennaio 1895 - 1902 dimesso)
- Joseph-Antoine Lang, S.M.A. † (19 luglio 1902 - 2 gennaio 1912 deceduto)
- Ferdinand Terrien, S.M.A. † (1º marzo 1912 - 3 agosto 1929 deceduto)
- François O'Rourke, S.M.A. † (31 marzo 1930 - 28 ottobre 1938 deceduto)
- Leo Hale Taylor, S.M.A. † (13 giugno 1939 - 6 luglio 1965 dimesso)
- John Kwao Amuzu Aggey † (6 luglio 1965 - 13 marzo 1972 deceduto)
- Anthony Olubunmi Okogie (13 aprile 1973 - 25 maggio 2012 ritirato)
- Alfred Adewale Martins, dal 25 maggio 2012

## Statistiche
L'arcidiocesi nel 2021 su una popolazione di 13.075.000 persone contava 3.343.675 battezzati, corrispondenti al 25,6% del totale.
| anno | popolazione | popolazione | popolazione | presbiteri | presbiteri | presbiteri | presbiteri                | diaconi | religiosi | religiosi | parrocchie |
| anno | battezzati  | totale      | %           | numero     | secolari   | regolari   | battezzati per presbitero | diaconi | uomini    | donne     | parrocchie |
| ---- | ----------- | ----------- | ----------- | ---------- | ---------- | ---------- | ------------------------- | ------- | --------- | --------- | ---------- |
| 1950 | 59.511      | 1.044.000   | 5,7         | 9          | 9          |            | 6.612                     |         | 5         | 49        |            |
| 1970 | 110.000     | 2.600.000   | 4,2         | 60         | 14         | 46         | 1.833                     |         | 53        | 80        | 4          |
| 1980 | 250.000     | 4.000.000   | 6,3         | 55         | 15         | 40         | 4.545                     |         | 43        | 50        | 3          |
| 1990 | 1.200.000   | 5.761.000   | 20,8        | 94         | 43         | 51         | 12.765                    |         | 56        | 70        | 4          |
| 1999 | 1.687.520   | 7.628.664   | 22,1        | 133        | 67         | 66         | 12.688                    |         | 68        | 240       | 52         |
| 2000 | 1.721.270   | 7.781.237   | 22,1        | 127        | 74         | 53         | 13.553                    |         | 55        | 239       | 53         |
| 2001 | 1.981.000   | 9.124.000   | 21,7        | 141        | 82         | 59         | 14.049                    |         | 61        | 110       | 55         |
| 2002 | 2.020.620   | 4.306.480   | 46,9        | 131        | 74         | 57         | 15.424                    |         | 59        | 116       | 58         |
| 2003 | 2.061.032   | 4.392.609   | 46,9        | 147        | 73         | 74         | 14.020                    |         | 78        | 115       | 58         |
| 2004 | 2.164.083   | 4.524.387   | 47,8        | 184        | 100        | 84         | 11.761                    |         | 88        | 123       | 61         |
| 2013 | 3.127.330   | 11.500.000  | 27,2        | 295        | 150        | 145        | 10.601                    |         | 150       | 292       | 111        |
| 2016 | 3.274.000   | 12.276.000  | 26,7        | 347        | 185        | 162        | 9.435                     |         | 166       | 311       | 173        |
| 2019 | 3.528.000   | 13.440.300  | 26,2        | 489        | 265        | 224        | 7.214                     |         | 224       | 336       | 185        |
| 2021 | 3.343.675   | 13.075.000  | 25,6        | 498        | 269        | 229        | 6.714                     |         | 229       | 340       | 184        |